# René Desaeyere
René Desaeyere (Antwerpen, 14 september 1947) is een Belgische voetbaltrainer en voorheen voetballer. Hij speelde in Eerste Klasse 367 wedstrijden en scoorde 9 doelpunten. Op 15 oktober 1967, toen hij net twintig was debuteerde hij in het eerste elftal in de derby op Antwerp FC die op 0-0 eindigde.

## Spelerscarrière
- 1967-1970 Beerschot VAV
- 1970-1971 Daring Molenbeek
- 1971-1978 Royal Antwerp FC
- 1978-1983 RWDM
- 1983-1984 Berchem Sport
- 1984-1985 KFC Dessel Sport

## Trainerscarrière
- 1984-1985 KFC Dessel Sport
- 1985-1986 Berchem Sport
- 1987-1988 Standard Luik
- 1988-1989 KSK Beveren
- 1989-1990 Germinal Ekeren
- 1990-1991 KV Kortrijk
- 1992-1995 Beerschot VAV
- 1995-1996 KSK Beveren
- 1995-1998 Ilhwa Chunma
- 1998-1999 Cerezo Osaka
- 2002-2003 FC Denderleeuw EH
- 2003-2003 Royal Antwerp FC
- 2003-2004 FC Denderleeuw
- 2006-2010 KV Turnhout
- 2010-2011 Muangthong United
- 2011 Chiangmai FC
- 2011-2012 Suphanburi FC
- 2013 BEC Tero Sasana
- 2013-2014  Muangthong United
- 2014 Eendracht Aalst
- 2016-2017 Yadanarbon FC
- 2018 Ratchaburi Mitr Phol FC